# Isotoma albella
Isotoma albella är en urinsektsart som beskrevs av Alpheus Spring Packard 1873. Isotoma albella ingår i släktet Isotoma och familjen Isotomidae. Inga underarter finns listade i Catalogue of Life.